# Батлер, Бенджамин Франклин (юрист)
Бенджамин Франклин Батлер (17 декабря 1795, Киндерхук, Нью-Йорк — 8 ноября 1858, Париж) — юрист из штата Нью-Йорк, занимал различные выборные и назначаемы государственные должности (в том числе должность генерального прокурора США, прокурора США в Южном округе Нью-Йорка и иные). Он также является основателем Нью-Йоркского университета.

## Ранняя жизнь
Бенджамин Батлер родился 17 декабря 1795 года в семье Медада Батлера и Ханны Батлер (урожденная Тайли). Он закончил в академию Гудзона, расположенную в штате Нью-Йорк, где изучал право.
В 1817 году Батлер был принят в состав адвокатской коллегии, став партнером Мартина Ван Бурена. В своей книге 1903 года «Искусство перекрестного допроса» автор Фрэнсис Л. Веллман указал, что Батлер при жизни считался очень эффективным судебным адвокатом и проводил самые успешные перекрестные допросы своего времени.

## Политическая карьера
Батлер был одним из первых членов Регентства Олбани (политическое объединение во главе с будущим президентом США Мартином Ван Бюреном, контролирующие правительство Нью-Йорка в период с 1822 по 1838 год). Когда член Регентства и союзник Роджер Скиннер был назначен судьей окружного суда США по Северному округу Нью-Йорка в 1819 году, он продал свою адвокатскую контору Батлеру, который взял на себя клиентов Скиннера и находящиеся на рассмотрении дела.
Батлер начал свою политическую карьеру в качестве окружного прокурора округа Олбани. В данной должности он состоял в период с 1821 по 1825 год.
В 1825 году Батлер был назначен одним из трех уполномоченных по пересмотру статута штата Нью-Йорк.
В 1828 году Батлер стал членом Ассамблеи штата Нью-Йорк от округа Олбани. В 1833 году он входил в состав комиссии Нью-Йорка, уполномоченной произвести корректировки пограничной линии в Нью-Джерси.
15 ноября 1833 года президент Эндрю Джексон назначил Батлера генеральным прокурором. Батлер занимал эту должность вплоть до 1838 года. С 1838 по 1841 год и с 1845 по 1848 год он был прокурором США в Южном округе Нью-Йорка.
Он был видным участником национального съезда демократической партии 1844 года. В качестве одного из руководителей нью-йоркской делегации он поддержал кандидатуру Мартина Ван Бюрена и выступил против правила 2/3 для выдвижения, но проиграл в обоих случаях. Однако ни одно из данных действий не привело к успеху. В конце концов, именно он объявил, что нью-йоркская делегация переключится на будущего победителя Джеймса К. Полка. Батлер порекомендовал Полку занять должность в кабинете министров, но сказал Полку, что он не хочет оставлять свою прибыльную юридическую практику и поэтому не согласится, если ему предложат должность госсекретаря. В конце концов, Полк предложил ему должность главы военного министерства, но Батлер отказался, заявив, что он примет только должность главы казначейства.

## Наследие
Он сыграл важную роль в основании Нью-Йоркского университета в 1831 году и с момента его основания занимал различные должности в университете. В 1834 году Батлер получил почетную степень от доктора юридических наук из Ратгерского университета. В 1837 году он был назначен главным профессором Нью-Йоркского университета.

## Личная жизнь
В 1818 году он женился на Гарриет Аллен. В браке у них родились деьти Уильям Аллен Батлер и Лидия Аллен Батлер, которая вышла замуж за Альфреда Бута и была матерью сэра Альфреда Аллена Бута, 1-го баронета, директора Alfred Booth and Company.
Во время посещения Европы в 1858 году он умер в Париже, Франция. Он был похоронен на кладбище Вудлон в Бронксе. Форт Батлер, один из главных фортов, построенных для насильственного переселения индейцев чероки на дорогу слез был назван в его честь.